# NBCSN
NBCSN ou NBC Sports Network foi uma rede de televisão por assinatura dos Estados Unidos em língua inglesa dedicada à cobertura de esportes.
O canal pertencia ao NBC Sports Group, uma propriedade da NBCUniversal. Lançado em 1995 sob o nome de Outdoor Life Network (OLN) com uma programação dedicada a Pesca Desportiva, Caça e  Esportes de aventura. No início do século XXI, a OLN ganhou popularidade devido a sua cobertura detalhada do Tour de France. Em 2006, o canal trocou de nome para Versus.
Em 2011 a Comcast, dona original do canal de TV, adquiriu uma parte maior da NBCUniversal, resultando em uma junção da divisão esportiva da NBC com o até então Versus. No dia 1º de Janeiro de 2012, o canal teve seu nome alterado para NBC Sports Network e posteriormente, NBCSN.
Em janeiro de 2021 a NBCUniversal anunciou que o canal teria suas operações encerradas até o fim do ano.

## História

### Como Outdoor Life Network
O canal foi lançado originalmente como Outdoor Life Network no dia 1º de Julho de 1995. O nome foi licenciado da revista Outdoor Life, por isso sua programação tinha foco em Pesca Desportiva, Caça e  Esportes de aventura. No início de suas operações, o canal atingia mais de 1 milhão de residências americanas.
Em 1999, a OLN adquiriu os direitos de transmissão para o Tour de France por 3 milhões de dólares. A cobertura do evento fez com que o canal se tornasse cada vez mais popular, especialmente após o grande sucesso do ciclista americano Lance Armstrong. Em 2004, o canal dedicou mais de 344 horas de programação sobre o Tour.
Em geral, o Tour do France trouxe uma ótima audiência para a Outdoor Life Network expandindo o mercado do canal para mais de 60 milhões de residências americanas por meio da TV satélite e digital. Porém, especialistas em ciclismo e televisão criticaram a OLN devido a um "foco especial" no ciclista americano, fazendo piadas do tipo "Only Lance Network" (Canal Somente do Lance).
Em 2005, após o anúncio da aposentadoria de Lance Armstrong, a Outdoor Life Network estreiou uma nova programação, incluindo múltiplas reprises do programa de TV Survivor. Segundo especialistas, essa foi uma tentativa dos diretores do canal para manter a boa audiência. A ideia seria trazer o público que não conseguia acompanhar o programa em seu horário original na CBS. No mesmo período, o canal adquiriu os direitos do Rally Dakar, America´s Cup, Maratona de Boston e Iditarod.

#### OLN e a NHL
Em Maio de 2005, a ESPN rejeitou uma oferta de 60 milhões de dólares para renovar o contrato que tinha com a NHL e a liga rejeitou uma outra proposta em conjunto com a NBC. Sabendo que a NFL também buscava renovar seus direitos de transmissão para aquele ano, foi especulado que a Comcast iria se utilizar da Outdoor Life Network para criar uma competição com a ESPN.
Em Agosto de 2005, após negociações, a emissora de Bristol decidiu que não iria competir pelos direitos da NHL com a Comcast, o que automaticamente significou que a OLN iria assinar um contrato de 200 milhões de dólares para transmitir a liga de hóquei na TV a Cabo. Segundo estatísticas divulgadas pelo The Washington Post, o canal passou a ser assistido por mais de 75 milhões de americanos no ano seguinte.

### Era Versus
Em Abril de 2006, a Comcast anunciou que iria renomear o canal Outdoor Life Network para Versus em menos de 6 meses. A mudança ocorreu em Setembro de 2006 e tinha como objetivo fazer o nome se acomodar melhor com o novo estilo do canal.
A programação também foi reformulada. Entre as novidades, a adição de Esportes de combate como a World Combat League (WCL), criada por Chuck Norris, e a World Extreme Cagefighting. A última teve seus direitos divididos com a Spike TV (atual Paramount Network). Jogos de basquete universitário feminino, Lacrosse, competições de Dardos, futsal americano e rugby também fizeram parte do rebranding da programação.
A Versus também adquiriu, em 2007, os direitos de transmissão de algumas partidas do college football válidas pelas conferências Mountain West, PAC-10 (atual PAC-12) e Big 12. Posteriormente, o segmento da programação seria conhecido como College Football on NBCSN.
Junto com a NBC Sports e a extinta Universal Sports, o Versus transmitiu o Campeonato Mundial de Atletismo de 2007 e o Campeonato Mundial de Atletismo de 2009.
Em 2008, após negociações com a NHL, o canal renovou seus direitos de transmissão até a temporada de 2010-11. Em Junho, o centro de operações do Versus foi transferido de Stamford, Connecticut para Filadélfia, Pensilvânia. Em Agosto, o canal anunciou uma parceria com a IndyCar Series para transmitir ao menos 13 corridas da Fórmula Indy em HD, começando em 2009.
Em Abril de 2010, o programa The Daily Line estreiou na programação do Versus com o objetivo de discutir esportes com um toque de comédia e sátira. Em Novembro, o programa foi cancelado devido a baixa audiência. Em 2019, a NBC Sports anunciou que o programa poderia ser reformulado e reexibido no mesmo ano.
O UFC anunciou também em 2010 que iria ter dois eventos transmitidos pelo Versus como forma de propaganda para sua competição "irmã", World Extreme Cagefighting. O primeiro, chamado de UFC on Versus teve Vera vs. Jones como sua luta principal. O segundo teve Jones vs. Matyushenko como principal atração. Como parte da parceria com o UFC, o canal transmitiu múltiplos programas do UFC Countdown. Em 2011, a parceria foi encerrada e a principal modalidade do MMA passou a ser transmitida pela rival FOX Sports.
Ainda na busca por uma maior audiência, o Versus anunciou uma parceria com a National Basketball Association para a transmissão de 16 jogos da NBA G League e mais de 25 horas de programas sobre o universo do basquete americano.

### Fusão com a NBC Sports
Em Fevereiro de 2011, a Comcast adquiriu uma parte majoritária da NBCUniversal. Como parte da aquisição, o Versus e outros canais esportivos da Comcast iniciaram o processo de junção a divisão esportiva da NBC, NBC Sports.
Em Março, o Versus expandiu sua cobertura do college football com a adição dos direitos de transmissão exclusivos na TV a cabo para os jogos de Notre Dame. Isso foi possível somente devido a fusão com a NBC Sports, já que a emissora possui os direitos de transmissão exclusivos das partidas de futebol americano da universidade.

#### Relançamento como NBC Sports Network/NBCSN

Logo utilizado pelo canal até Fevereiro de 2014

Em Abril de 2011, NBC Sports e Versus anunciaram uma nova extensão de contrato com a NHL. A duração seria de 10 anos e o valor total de 2 bilhões de dólares. Como parte do anúncio, Dick Ebersol, antigo diretor da NBC Sports, disse que o canal Versus teria seu nome trocado em "menos de 90 dias". Contudo, o novo nome só foi anunciado no dia 1º de Agosto daquele ano e realmente oficializado no dia 1º de Janeiro de 2012.
Em seus primeiros meses, a NBC Sports Network não mediu esforços para ajustar sua nova grade de programação. Poucos dias após o anúncio do novo nome do canal, a NBC anunciou que havia adquirido os direitos de transmissão da Major League Soccer e que programas como o Whacked Out Sports (programa com foco em vídeos esportivos amadores e modelos de biquíni) não seriam mais exibidos.
Em Junho de 2012, a NBC anunciou que iria renovar os direitos de transmissão dos Jogos Olímpicos até 2020 após vencer a disputa contra os rivais FOX Sports e ESPN. A NBC Sports Network serviu de suporte para a cobertura das Olimpíadas de Londres 2012 do "canal do peacock", inclusive atingindo um recorde de audiência de mais de 4.5 milhões de pessoas com a final do futebol feminino.
O nome "NBCSN" começou a ser utilizado na programação praticamente uma semana após o rebranding, mas só se tornou oficial em Agosto de 2013, quando os gráficos, narradores, comentaristas e apresentadores começaram a utilizá-lo. Segundo a Multichannel News, a mudança foi feita para simplificar o branding do canal.
No dia 22 de Setembro de 2013, a NBCSN exibiu um episódio de Under Wild Skies—um programa pago sobre caça produzido pela Associação Nacional de Rifles dos EUA— em que o apresentador Tony Makris mata um Elefante-Africano em uma viagem à Botswana. O canal foi duramente criticado pela transmissão do material e a resposta da matriz NBC foi de retirar do ar o episódio devido ao seu "conteúdo delicado" e declarando que seria mais rigorosa com a produção e exibição de futuros programas. Não demorou muito até Under Wild Skies ser retirado completamente do ar após Makris declarar que seus críticos eram comparáveis a Adolf Hitler.
Na Copa do Mundo FIFA de 2018, o canal retransmitiu o sinal da irmã Telemundo em duas transmissões especiais. Os jogos entre Brasil e Suíça e Inglaterra e Bélgica foram exibidos em espanhol na NBCSN, isso porque o canal não possuía os direitos de transmissão dos jogos em inglês.
Em Dezembro de 2018, o canal celebrou o 2º lugar no ranking de emissoras esportivas mais assistidas nos Estados Unidos, ficando a frente da ESPN 2 que acabou ficando em 4º lugar pela primeira vez em sua história.
Desde a fusão entre Comcast e a Sky Group, a NBCSN tem uma parceria direta com a Sky Sports. Em Março de 2019, o canal americano incluiu um segmento em sua programação que retransmite o sinal da Sky Sports News para os Estados Unidos.

#### Possível fim
No dia 22 de Janeiro de 2021, um comunicado interno enviado pelo presidente da NBC Sports Pete Bevacqua, anunciou que o canal NBCSN iria ter suas operações encerradas ao final do ano e que a USA Network seria a nova casa de alguns segmentos da programação, inclusive eventos como os playoffs da Stanley Cup e corridas da NASCAR ainda em 2021. Quando o canal for encerrado, a maioria da programação restante será remanejada e transmitida pelo Peacock (serviço de streaming da NBCUniversal). Segundo especialistas, a explicação para esse fato é a de que a Pandemia de COVID-19 nos Estados Unidos impactou diretamente a indústria da televisão. Outro motivo citado seria a competição contra a ESPN e a FOX Sports, rivais já extremamente consolidados no mercado.

## Estrutura
Desde 2014, a NBCSN era completamente operada pela sua sede em Stamford, Connecticut.

## Programação
O canal possuia uma programação mais variada em relação a seus concorrentes. De Segunda a Sexta, a programação original da NBCSN era composta por um programa de debate sobre a NFL e um segmento de retransmissão do sinal da Sky Sports News pela manhã, reprises e programas originais pela tarde e reprises de esportes de inverno pela noite. Já aos Sábados e Domingos, devido ao aumento de eventos esportivos ao vivo (como jogos da Premier League), a programação variava muito mas era 100% focada na cobertura dos mesmos. O mesmo acontece em dias de semana, principalmente em rodadas da Premier League.
Na madrugada, independentemente do dia, a NBCSN exibia informeciais durante três ou quatro horas. A única exceção é observada na época das Olimpíadas, quando o canal transmite durante 24 horas, conteúdo olímpico.

### Eventos

#### Olimpíadas
- Olympics on NBC: Jogos Olímpicos de Verão e Inverno (2012-2032)
- Jogos Olímpicos da Juventude (2014-presente)
- Jogos Paraolímpicos (2012-2032)

#### Esportes a Motor
- NASCAR (2015-presente)
- Fórmula Indy (2009-presente)
- AMA Motocross Championship (2012-presente)
- AMA Supercross Championship (2019-presenete)
- Monster Jam (2019-presente)
- IMSA (2019-presente)
- Moto GP (2020-presente)
- Campeonato Mundial de Superbike (2020-presente)

#### Futebol
- Premier League (2013-2022)
- Copa do Mundo FIFA e Copa do Mundo de Futebol Feminino FIFA (jogos especiais em espanhol) (2018-presente) [25]
- FA Women's Super League (2020-presente) [26]

#### Hóquei

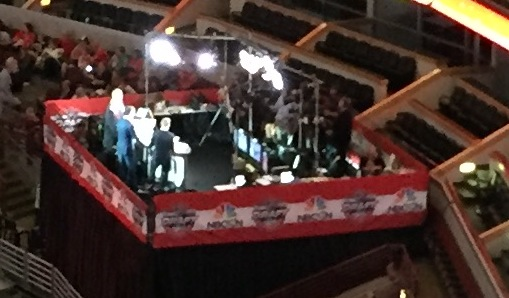
Produção da transmissão da NBCSN no Draft da NHL de 2017

- National Hockey League (2005-presente)
  - Incluindo o Jogo das Estrelas da NHL e o Draft da NHL.

#### Rúgbi
- Copa do Mundo de Rugby Union (2011-presente)
- USA Sevens (2012-presente)
- Premiership Rugby (2016-presente)
- Six Nations (2018-presente)
- Super Rugby (2019-presente)
- National Rugby League (2019-presente)

#### Esportes Universitários
- Bayou Classic (Futebol Americano) (2015-presente)
- Atlantic 10 Conference (Basquete) [27]
- Atlantic 10 Men's Basketball Tournament (Basquete)
- Notre Dame Hockey Team (Hóquei) (2012-presente)
- Notre Dame Football team (Futebol Americano) (2011-presente)

#### Outros Esportes
- Suncorp Super Netball (Netball) (2019-presente)
- Copa do Mundo de Netball (Netball) (2019-presente)
- Campeonato Mundial de Esportes Aquáticos (Esportes Aquáticos) (2013-presente)
- Tour de France (Ciclismo) (1999-presente)
- Campeonato Mundial de Atletismo (Atletismo)

No dia 16 de Dezembro de 2012, a NBC Sports Network e a CNBC transmitiram uma parte do Sunday Night Football (Futebol Americano) pois a cobertura da partida entre San Francisco 49ers e New England Patriots feita pela NBC foi interrompida para a divisão de notícias da emissora entrar com um plantão sobre o Massacre de Sandy Hook.
Em Julho de 2013, a NBC anunciou que voltaria a transmitir a NASCAR 9 anos depois do fim do seu primeiro contrato com a categoria. A NBCSN serve não só como canal para apoio nas transmissões como também como canal principal em certas corridas.
No dia 17 de Agosto de 2014, a NBCSN transmitiu a edição do campeonato de golfe United States Amateur Championship. Isso aconteceu pois o evento foi adiado devido a chuva, fazendo com que o Golf Channel (canal irmão da NBCSN) não pudesse transmitir o torneio como de costume. Essa foi a primeira transmissão de golfe da história do canal.

### Programas Originais
- Mecum Dealmakers - Reality show sobre a Mecum Auctions, a maior revendedora de carros clássicos dos EUA.[29]
- Brother From Another - Michael Holley e Michael Smith comentam sobre os mais variados assuntos do mundo esportivo.
- American Ninja Warrior
- Pro Football Talk (PFT) - Programa sobre todos os destaques e notícias da National Football League.[30]
- High Stakes Duel - Competições de Poker nos EUA.

## Disputas com Operadoras de TV
Em Setembro de 2009, a operadora DirecTV retirou o Versus de todos os pacotes oferecidos pela empresa após não chegar a um acordo sobre valores com a Comcast. No lugar do canal, a DirecTV colocou um anúncio dizendo que "a Comcast tinha demandas injustas e absurdas" e que "o Versus era um canal informecial que ocasionalmente transmitia eventos esportivos". Em Março de 2010, ambos entraram em um acordo e o Versus retornou a todos os pacotes da DirecTV.

## Alta Definição
A NBCSN é transmitida em um feed 1080i HD desde 2007. Inicialmente, o canal dividia esse mesmo feed com o canal irmão, Golf Channel na parceria chamada de "Versus/Golf HD". A partir de 2008, ambos ganharam seu próprio feed em alta definição.
Como parte da cobertura das Olimpíadas de Tóquio 2020 da NBC, é esperado que a NBCSN transmita alguns eventos em 4K, mas nada foi anunciado até o momento.